# Mini Countryman
De Mini Countryman is een compacte SUV van Mini die begin 2010 is geïntroduceerd. De Mini Countryman wordt sinds 2016 gebouwd bij VDL Nedcar in Born. Eerder werd het model in het Oostenrijkse Graz geproduceerd. De One, Cooper, Cooper S en John Cooper Works hebben alle een 1.6 liter benzinemotor met vermogens van 98 tot 218 pk, de One D, Cooper D en Cooper SD hebben 1.6 en 2.0 liter dieselmotoren met 90 tot 143 pk.

## Details
Op de Parijse Mondial de l'Automobile van 2008 toonde Mini de Crossover Concept als voorbode op de Countryman. De vierwielaangedreven Crossover is ruim 4 meter lang, 1,83 meter breed en 1,60 meter hoog. Het interieur wordt gekenmerkt door vier afzonderlijke stoelen, een groot canvasdoek en het bedieningssysteem Mini Center Globe, waarmee een groot aantal functies kunnen worden bediend. Op de North American International Auto Show in januari 2010 volgde de Beachcomber Concept. De Beachcomber is geïnspireerd op de Mini Moke en heeft een softtop die inzittenden tegen regen moet beschermen.
In januari 2010 lekten tevens de eerste foto's van de productieversie uit, die de naam Mini Countryman meekreeg. De definitieve Countryman heeft eveneens standaard vier afzonderlijke stoelen, maar zonder meerprijs is de Mini als vijfzitter leverbaar met neerklapbare achterbank. Vanaf de start zijn er drie benzine- en twee dieselmotoren. De One, Cooper en Cooper S hebben alle een 1,6 liter benzinemotor met respectievelijk 98, 122 en 184 pk. De twee dieselmotoren zijn de One D en Cooper D met beide een 1,6 liter dieselmotor met respectievelijk 90 en 112 pk. In 2011 werden er twee nieuwe varianten aan het dieselprogramma toegevoegd: een Cooper D met automatische transmissie (112 pk) en Cooper SD (143 pk), beide met 2.0 liter inhoud. Begin 2012 werd de topper van de reeks op het Autosalon van Genève geïntroduceerd: de John Cooper Works, die 218 pk sterk is. Vierwielaandrijving (ALL4) is leverbaar op de Cooper S, Cooper D en Cooper SD en standaard op de John Cooper Works. Een automatische versnellingsbak (Steptronic) is op alle uitvoeringen behalve de One D leverbaar.

#### Paceman
Op de North American International Auto Show van Detroit in 2011 toonde Mini de Paceman Concept. De Paceman is in principe een 3-deurs Countryman en is 4,11 meter lang, 1,79 meter breed en 1,54 meter hoog. De Paceman onderscheidt zich verder van de Countryman door extra luchtinlaten in de voorbumper, brede sideskirts, uitgeklopte wielkasten, een diffuser, een meer aflopende daklijn, andere achterlichtunits en 19 inch lichtmetalen velgen. Op de Mondial de l'Automobile van 2012 heeft Mini de definitieve Paceman geïntroduceerd.

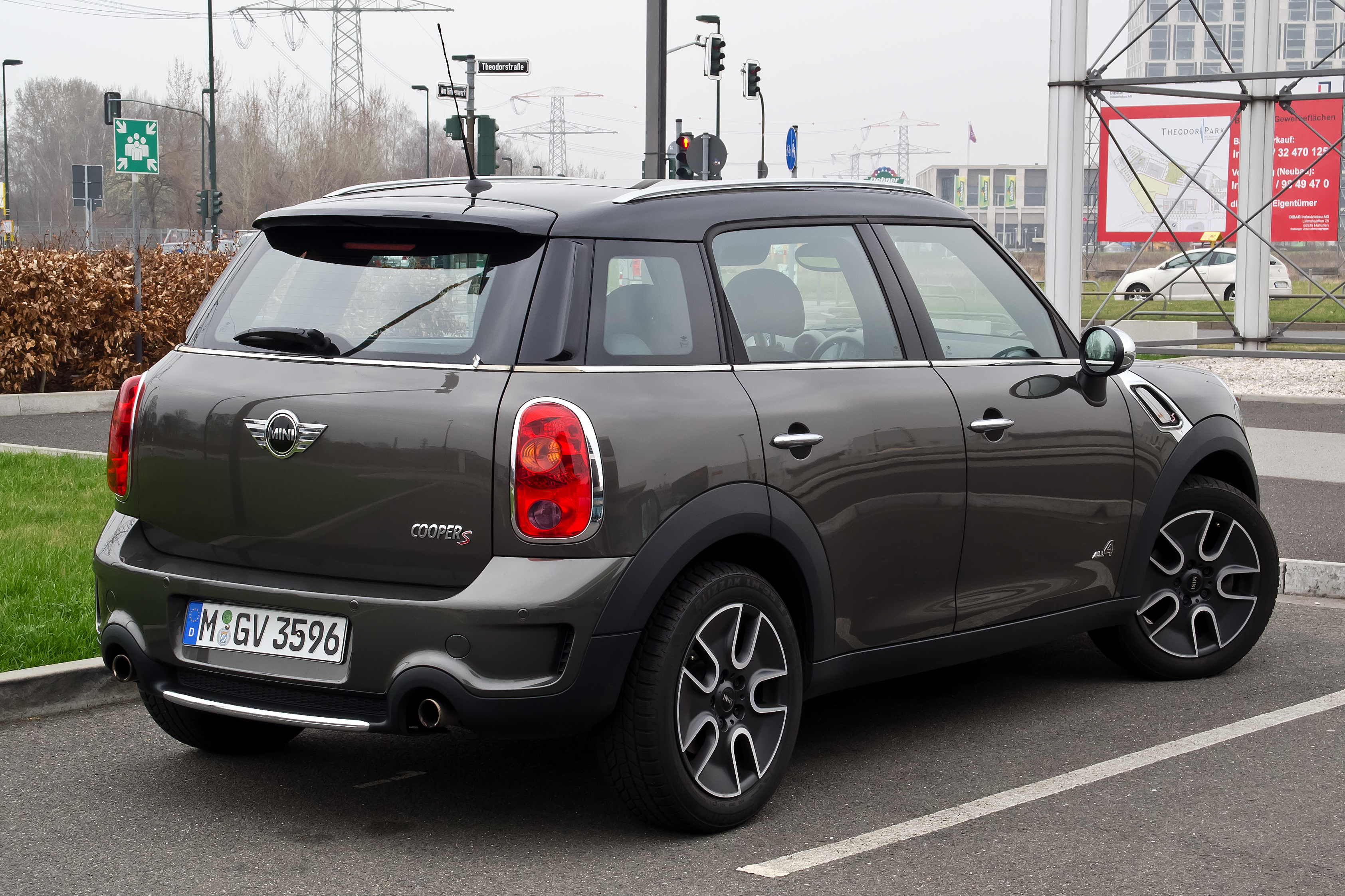
Mini Countryman Cooper S
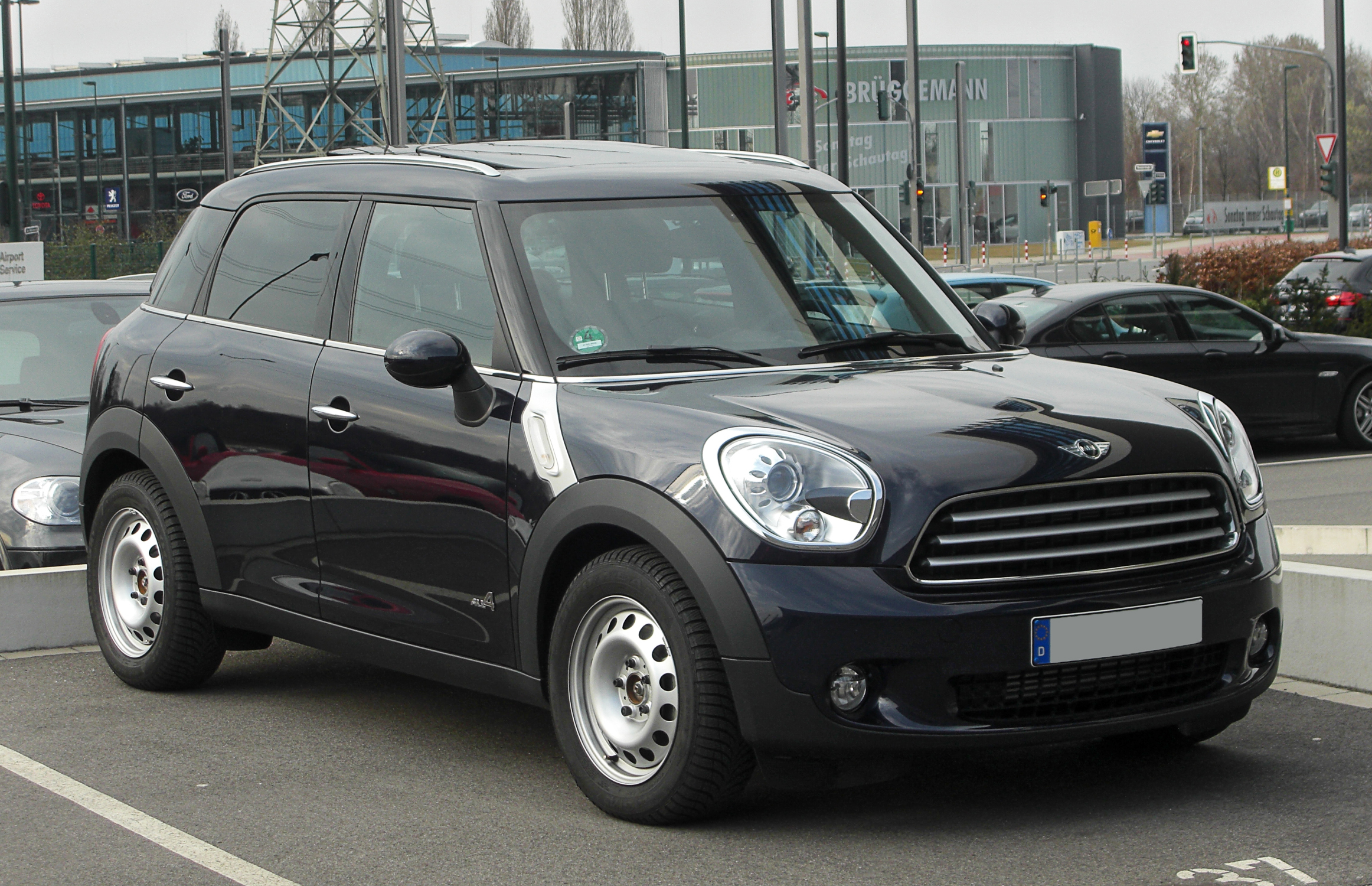
Mini Countryman One
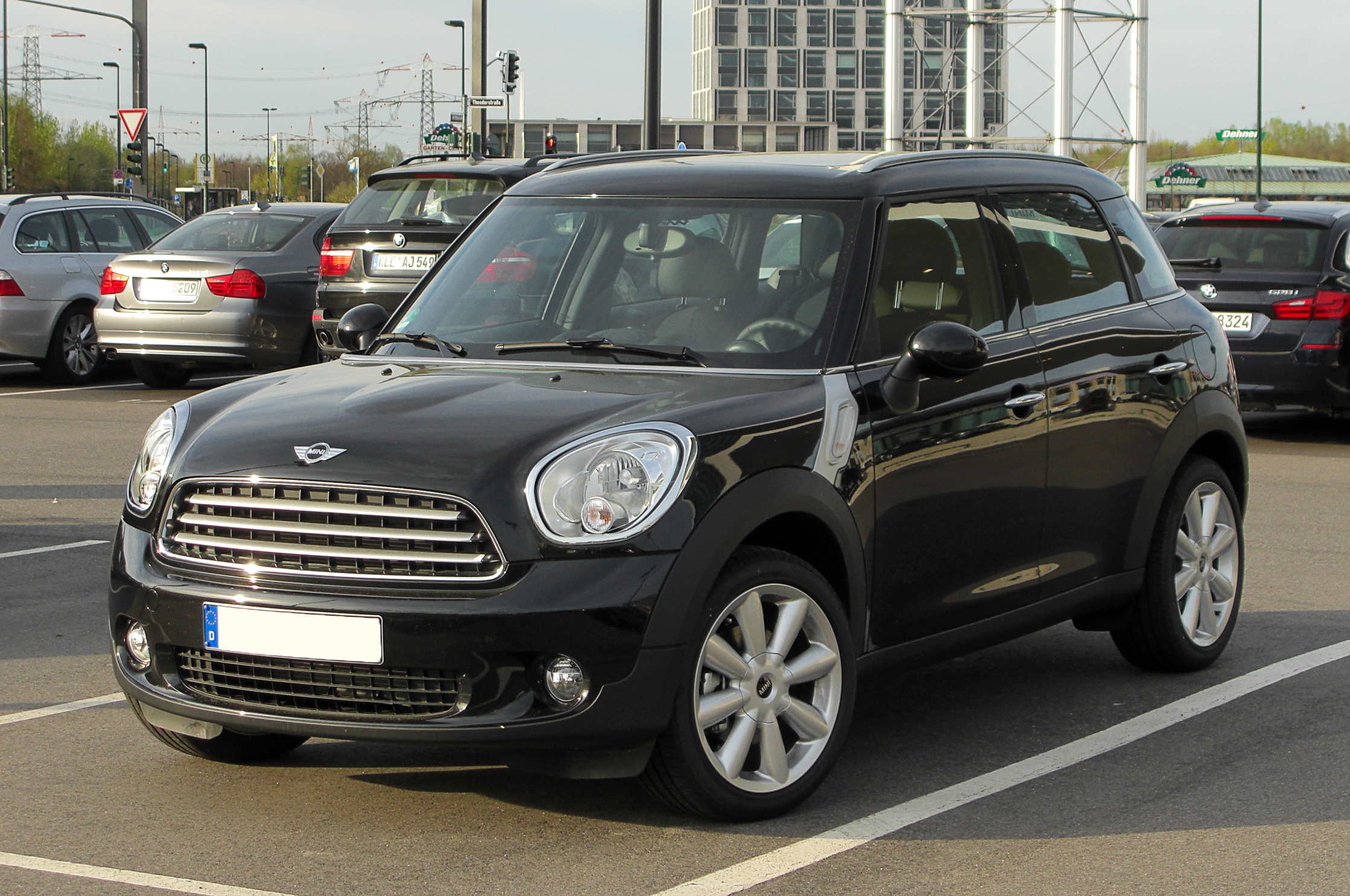
Mini Countryman Cooper
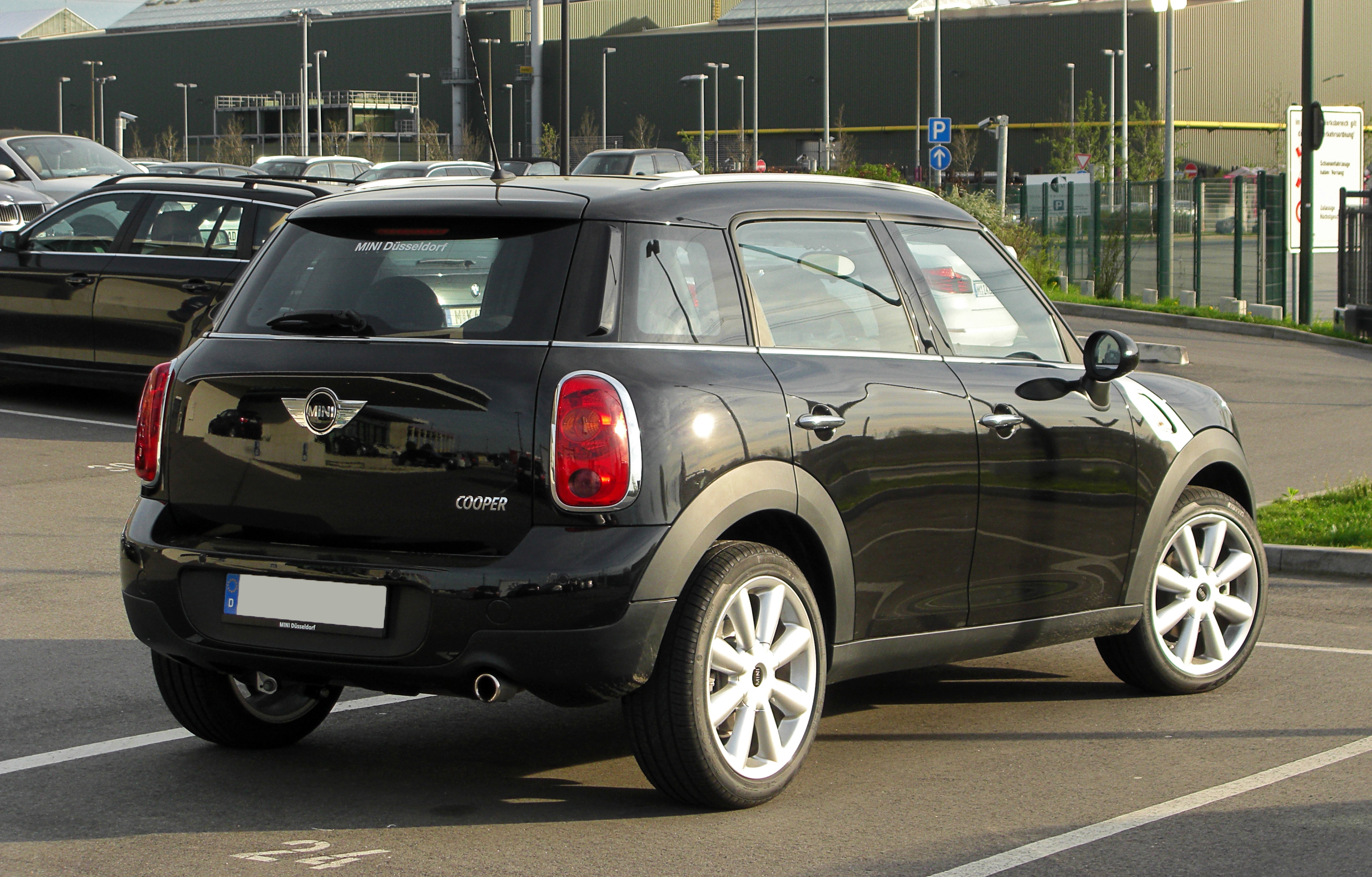
Mini Countryman Cooper

### EuroNCAP
In 2010 heeft EuroNCAP de botsveiligheid van de Mini Countryman beoordeeld. Hier kreeg de Countryman de maximale vijf sterren voor de veiligheid van inzittenden. Het passagierscompartiment bleef stabiel in de frontale botsing, de bescherming van de knieën van de voorpassagier is redelijk. Delen van het dashboard kunnen echter mogelijk een risico voor knieën en dijen vormen. De Countryman kreeg de hoogst mogelijke score voor de beschermingen van volwassenen in de zijdelingse botsing. In de zijdelingse paaltest was de bescherming van de borstkas matig. De stoelen en hoofdsteunen voorin bieden een goede bescherming tegen whiplash-verwondingen.
| Merk en model   | resultaat | voetgangersveiligheid |
| --------------- | --------- | --------------------- |
| Mini Countryman | (84%)     | 63%                   |

### Registraties
| Jaartal | Nederland      | Europa             | Verenigde Staten |
| ------- | -------------- | ------------------ | ---------------- |
| 2010    | 170            | 12.364             | 575              |
| 2011    | 1.229          | 53.784             | 16.683           |
| 2012    | 976 (t/m juni) | 17.487 (t/m april) | 9.260 (t/m juni) |

## Autosport
Met de Mini Countryman John Cooper Works WRC neemt Mini sinds 2011 deel aan de wereldkampioenschappen rally's (WRC). Die is in samenwerking met het Britse Prodrive ontwikkeld, BMW Motorsport ontwikkelde de 1.6 liter benzinemotor met turbo. Sinds 2011 neemt Mini ook deel aan de Dakar-rally met een door het Duitse X-Raid ontwikkelde auto. Deze Countryman heeft een 315 pk en 710 Nm sterke dieselmotor.

## Motoren
| Type              | Cilinders | Kleppen | Cilinderinhoud | Vermogen                       | Koppel                     | CO2-uitstoot | Opmerkingen |
| ----------------- | --------- | ------- | -------------- | ------------------------------ | -------------------------- | ------------ | ----------- |
| Benzinemotoren    |           |         |                |                                |                            |              |             |
| One               | 4         | 16      | 1598 cm³       | 72 kW (98 pk) bij 6000 min−1   | 153 Nm bij 3000 min−1      | 139-168 g/km | 2010-heden  |
| Cooper            | 4         | 16      | 1598 cm³       | 90 kW (122 pk) bij 6000 min−1  | 160 Nm bij 4250 min−1      | 140-168 g/km | 2010-heden  |
| Cooper S          | 4         | 16      | 1598 cm³       | 135 kW (184 pk) bij 5500 min−1 | 260 Nm bij 1600 min−1      | 143-180 g/km | 2010-heden  |
| John Cooper Works | 4         | 16      | 1598 cm³       | 160 kW (218 pk) bij 6000 min−1 | 280-300 Nm bij 1600 min−1  | 172-184 g/km | 2012-heden  |
| Dieselmotoren     |           |         |                |                                |                            |              |             |
| One D             | 4         | 16      | 1598 cm³       | 66 kW (90 pk) bij 4000 min−1   | 215 Nm bij 1750-2500 min−1 | 114 g/km     | 2010-heden  |
| Cooper D          | 4         | 16      | 1598 cm³       | 82 kW (112 pk) bij 4000 min−1  | 270 Nm bij 1750-2250 min−1 | 114-129 g/km | 2010-heden  |
| Cooper D aut.     | 4         | 16      | 1598 cm³       | 82 kW (112 pk) bij 4000 min−1  | 270 Nm bij 1750-2250 min−1 | 149-158 g/km | 2011-heden  |
| Cooper SD         | 4         | 16      | 1995 cm³       | 105 kW (143 pk) bij 4000 min−1 | 305 Nm bij 1750-2700 min−1 | 122-160 g/km | 2011-heden  |